# La Cygne, Kansas
La Cygne, Kansas (енгл. La Cygne) град је у америчкој савезној држави Канзас.

## Демографија
По попису из 2010. године број становника је 1.149, што је 34 (3,0%) становника више него 2000. године.
| Група             | 2000.         | 2010.         |
| Белци             | 1.075 (96,4%) | 1.099 (95,6%) |
| Афроамериканци    | 3 (0,3%)      | 7 (0,6%)      |
| Азијати           | 3 (0,3%)      | 2 (0,2%)      |
| Хиспаноамериканци | 8 (0,7%)      | 20 (1,7%)     |
| Укупно            | 1.115         | 1.149         |